# 古脊椎動物学会
古脊椎動物学会（こせきついどうぶつがっかい、英語: Society of Vertebrate Paleontology; SVP）は、古脊椎動物学の学術団体である。アメリカ合衆国の国内学会であるが、発足以来国際学会としての役割を担ってきた。

## 概要
古脊椎動物学会は、世界各地に約2,300人の会員がおり、北米又はそ例外の場所で年次会議を開催する。
古脊椎動物学会は教育的および科学的目的で組織されていて、その使命は、脊椎動物の古生物科学を進歩させ、脊椎動物の歴史、進化、比較解剖学、及び、分類学に関係するすべての人々の共通の利益に貢献するとともに、協力を促進することであり、並びに、化石となっている脊椎動物およびそれらが発見された地層の層序について、野外の発生、フィールド収集、フィールド研究を行っている 。古脊椎動物学会は化石サイトの保存にも関わっている。
古脊椎動物学会の出版物には、Journal of Vertebrate Paleontology、SVP Memoir Series、News Bulletin、Bibliography of Fossil Vertebratesがある。
最近、Palaeontologia Electronicaを発行するようになった。

## 公共政策
古脊椎動物学会は、
脊椎動物の化石は、連邦政府、州政府又は地方政府の環境法、条例およびガイドラインによって保護されている重要な再生不可能な古生物学的資源であり、
科学的に重要な化石、特に公有地で発見された化石は、公共、特に博物館又は研究機関に信託されるべきであり、このような信託を通じて、科学界全体に利益をもたらすことができる
と考えている。
古生物学的資源保護法S.546は、SVPの支持のもと、アメリカ合衆国議会で制定された。